# Batkoa papillata
Batkoa papillata är en svampart som först beskrevs av Roland Thaxter, och fick sitt nu gällande namn av Humber 1989. Batkoa papillata ingår i släktet Batkoa och familjen Entomophthoraceae.   Inga underarter finns listade i Catalogue of Life.